# Acetylocholina
Acetylocholina, ACh – organiczny związek chemiczny, ester kwasu octowego i choliny. Jest neuroprzekaźnikiem syntetyzowanym w neuronach cholinergicznych. Występuje w: połączeniach nerwowo-mięśniowych, synapsach przedzwojowych układu współczulnego, zakończeniach zazwojowych układu przywspółczulnego, a także w różnych strukturach mózgowia.
Istnieją dwa typy receptorów cholinergicznych:
- nikotynowe[2][3] – wbudowane w błonę komórki zwoju autonomicznego;
- muskarynowe[2][3] – występujące w synapsach obwodowych zakończeń przywspółczulnych, wbudowane w błonę komórki efektorowej.

## Działanie
Acetylocholina pobudza mięśnie szkieletowe. Powoduje także rozszerzenie naczyń krwionośnych, przez co obniża ciśnienie tętnicze krwi. Jednocześnie zmniejsza częstość akcji serca oraz siłę jego skurczu. Powoduje także skurcze mięśni gładkich: oskrzeli, jelit (przez co pobudza ich perystaltykę) oraz pęcherza moczowego. Oprócz tego powoduje zwężenie źrenic oraz pobudza funkcje wydzielnicze gruczołów.
Acetylocholina nie ma obecnie zastosowania w lecznictwie, ponieważ bardzo szybko ulega hydrolizie (katalizowanej przez acetylocholinoesterazę) do choliny i kwasu octowego.
Cholina ulega estryfikacji, to znaczy przyłączeniu grupy acetylowej (reszty kwasu octowego) do grupy hydroksylowej choliny przy udziale acetylotransferazy cholinowej. Część powstałej acetylocholiny jest uwalniana z zakończeń presynaptycznych do przestrzeni synaptycznej przez dopływające impulsy nerwowe, a część magazynowana w ziarnistościach neuronów. Po wydzieleniu z zakończeń presynaptycznych acetylocholina działa na receptory znajdujące się w zakończeniach postsynaptycznych i jest bardzo szybko rozkładana przez acetylocholinoesterazę. Jest to jedyny mechanizm unieczynniania acetylocholiny. Szybkość syntezy acetylocholiny zależy od stężenia choliny oraz acetylocholiny w neuronie. Związki fosforoorganiczne (sarin, soman) są inhibitorami acetylocholinoesterazy, co warunkuje ich toksyczność.